# Dan Yakopo
Daniel Rudolf Yakopo, detto Dan (Suva, 29 giugno 1988), è un rugbista a 15 e rugbista a 7 australiano, attivo nel ruolo di tre quarti centro ed internazionale per l'Australia nella disciplina del rugby a 7.

## Biografia
Daniel nasce a Suva, nelle isole Figi, da padre originario dell'isola di Rotuma.
In Australia cresce con i Brumby Runners fino al 2009; durante gli importanti tornei di rugby a 7 di Darwin, Kiama, Crescent Heads e Queanbeyan, viene notato dai selezionatori Wallabies sevens.
Nel 2010 debutta a livello internazionale rappresentando l'Australia alle London Sevens, torneo del circuito internazionale IRB World Sevens Series, vincendo in finale contro il Sudafrica per 19 a 14.
Dopo una stagione ai Tuggeranong Vikings, club della Brumbies Academy con sede a Canberra nel Territorio della Capitale Australiana (ACT), nel 2011 passa al Parramatta con cui disputa la Shute Shield fino al 2013.
Nel 2012, dopo aver recuperato da un infortunio, viene nuovamente selezionato in Nazionale, per disputare le IRB Sevens World Series 2011-2012, giocando i tornei di Wellington, Las Vegas, Hong Kong e Tokyo.
Nell'estate 2013 viene ingaggiato in Italia dal Viadana, disputando il campionato italiano e l'European Challenge Cup.
Terminata l'esperienza europea, fa ritorno ai Parramatta Two Blues.
Nel 2015 disputa la sua ultima stagione sportiva nella squadra dilettantistica dei Box Hill.

## Palmarès
- Japan Sevens: 1
Australia: 2012
- London Sevens: 1
Australia: 2010